# Сарпсборг
Сарпсборг (норв. Sarpsborg) — місто та комуна у фюльке Естфолл на південному сході Норвегії. Сарпсборг є адміністративним центром однойменної комуни та одночасно адміністративним центром фюльке Естфолл. Розташований на річці Гломма.
Разом із Фредрікстадом Сарпсборг утворює п'яту за населенню міську агломерацію Норвегії з населенням близько 120 000 осіб, з яких близько 50 000 проживає в Сарпсборзі, а 70 000 — біля Фредрікстаду. Основне підприємство міста — хімічні заводи компанії Borregaard. Крім того, важливе значення для міста має пивоваріння.

## Історія
Місто було засновано під назвою Borg 1016 року Олафом Святим. 1567 року під час Північної семирічної війни був спалений, приблизно половина населення була переміщена вниз по річці на те місце, де зараз знаходиться Фредрікстад. 1702 року в результаті зсуву істотна частина міста була знесена в Гломму. 1839 року Сарпсборг знову отримав права міста.
Населення в наш час зростає.

## Спорт
Хокейний клуб «Спарта Ворріорс», що базується в Сарпсборзі, тричі ставав чемпіоном Норвегії у 1984, 1989, 2011 роках.